# Mordellistena solarii
Mordellistena solarii es una especie de coleóptero de la familia Mordellidae.

## Distribución geográfica
Habita en Italia.